# Dicranella itatiaiae
Dicranella itatiaiae är en bladmossart som beskrevs av Brotherus 1901. Dicranella itatiaiae ingår i släktet jordmossor, och familjen Dicranaceae. Inga underarter finns listade i Catalogue of Life.